# Mozzarella

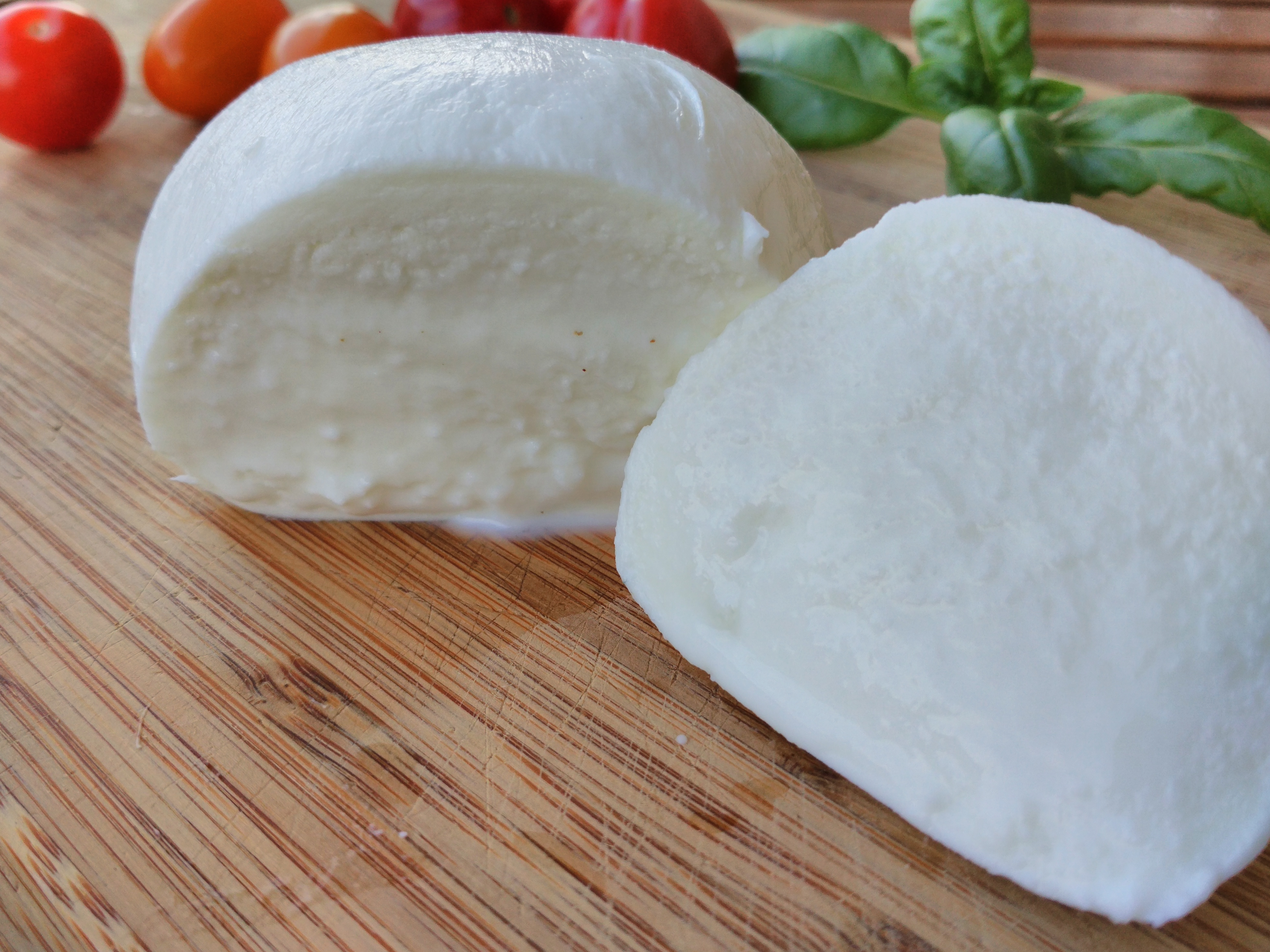
Gomółki sera mozzarella

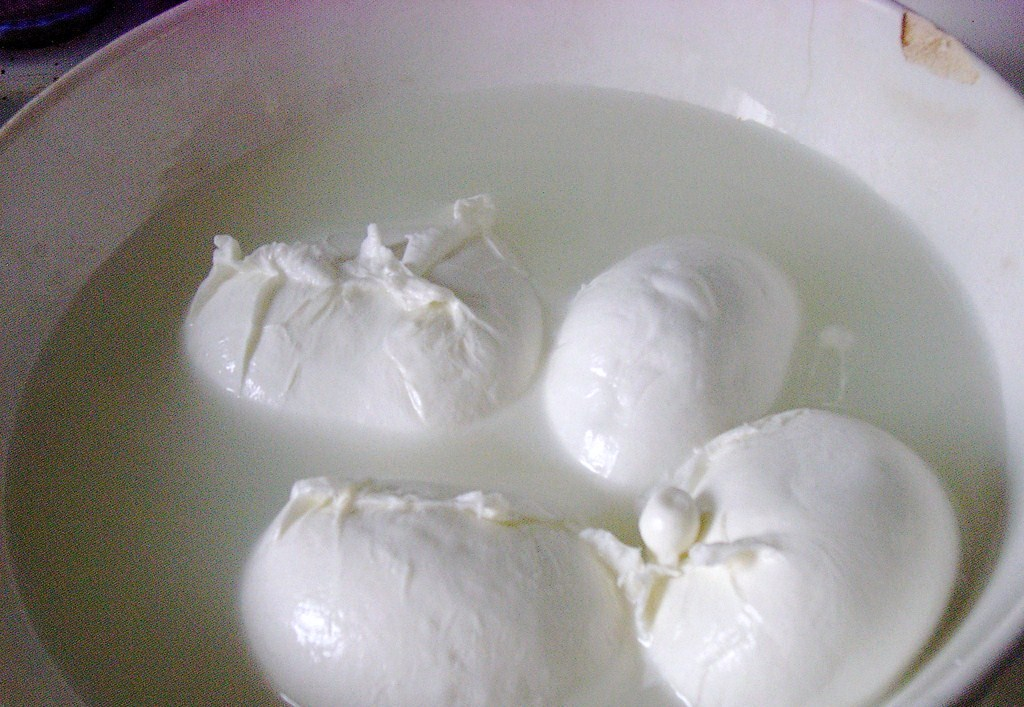
Mozzarella w serwatkowej zalewie

Mozzarella – włoski ser podpuszczkowy pochodzący z Kampanii.
Ser ten wytwarzany jest ze świeżego mleka bawolic – samic wołu domowego (Bubalus bubalis), względnie z mleka krowiego bądź z ich mieszanki. Sprzedawany w postaci niewielkich gomółek o obłym kształcie, zanurzonych w serwatce. Produkt znany ze swej ciągliwości po roztopieniu. Stanowi składnik wielu dań tradycyjnej kuchni włoskiej, m.in. lazanii, sałatki caprese i większości rodzajów pizzy.
Najbardziej cenioną jego odmianą jest mozzarella di bufala campana (popularnie bufala mozzarella), produkowana wyłącznie w regionie Kampania, według tradycyjnych historycznych receptur z miasta Aversa w prowincji Caserta. 
Ser ten znajduje się na liście produktów o Chronionej Nazwie Pochodzenia (PDO).